# Diocesi di Menoide
La diocesi di Menoide (in latino Dioecesis Menoidensis) è una sede soppressa del patriarcato di Gerusalemme e una sede titolare della Chiesa cattolica.

## Storia
Menoide, nei pressi di Gaza nei territori della Palestina, è un'antica sede vescovile della provincia romana della Palestina Prima nella diocesi civile d'Oriente. Faceva parte del patriarcato di Gerusalemme ed era suffraganea dell'arcidiocesi di Cesarea.
Sono solo tre i vescovi conosciuti di quest'antica diocesi palestinese. Zosimo fu tra i padri del concilio di Efeso del 449 e del concilio di Calcedonia del 451. Giovanni e Stefano presero parte ai sinodi patriarcali di Gerusalemme del 518 e del 536 durante i quali i vescovi palestinesi condannarono le idee monofisite e i loro sostenitori, Severo di Antiochia e Antimo di Costantinopoli.
Dal 1933 Menoide è annoverata tra le sedi vescovili titolari della Chiesa cattolica; la sede è vacante dal 19 gennaio 1968. Il titolo è stato finora assegnato in una sola occasione, al vescovo Vincent Gelat, ausiliare del patriarcato di Gerusalemme dei latini.

## Cronotassi

### Vescovi greci
- Zosimo † (circa 449 - dopo il 451)
- Giovanni † (menzionato nel 518)
- Stefano † (menzionato nel 536)

### Vescovi titolari
- Vincent Gelat † (30 aprile 1948 - 19 gennaio 1968 deceduto)